# Gúbkinski
Gúbkinski (en rus: Губкинский) és una ciutat de Rússia, del districte de Iamàlia. La població és, segons el cens rus de 2020 és de 29.161 habitants. Es troba a la riba esquerra del riu Piakupur, a 513 km al sud-est de Salekhard, la capital de la regió, i a 2.317 km al nord-est de Moscou.

## Història
Gúbkinski fou fundada el 22 d'abril de 1986 com un centre d'explotació petroliera. El seu nom prové del geòleg soviètic Ivan Gubkin. Rebé l'estatus de ciutat el 1997.